# Кальтенуз
Кальтену́з (фр. Kaltenhouse) — коммуна на северо-востоке Франции в регионе Гранд-Эст (бывший Эльзас — Шампань — Арденны — Лотарингия), департамент Нижний Рейн, округ Агно-Висамбур, кантон Бишвиллер. До марта 2015 года коммуна административно входила в состав кантона Агно.
Площадь коммуны — 3,72 км², население — 2106 человек (2006) с тенденцией к росту: 2220 человек (2013), плотность населения — 596,8 чел/км².

## Население
Население коммуны в 2011 году составляло 2260 человек, в 2012 году — 2240 человек, а в 2013-м — 2220 человек.
| 1793 | 1800 | 1806 | 1821 | 1831 | 1836 | 1841 | 1846 | 1851 | 1856 | 1861 | 1866 | 1871 | 1875 | 1880 | 1885 | 1890 | 1895 | 1900 | 1905 | 1910 | 1921 | 1926 | 1931 | 1936 | 1946 | 1954 | 1962 | 1968 | 1975 | 1982 | 1990 | 1999 | 2006 | 2008 | 2011 | 2012 | 2013 | 2018 | 2022 |
| ---- | ---- | ---- | ---- | ---- | ---- | ---- | ---- | ---- | ---- | ---- | ---- | ---- | ---- | ---- | ---- | ---- | ---- | ---- | ---- | ---- | ---- | ---- | ---- | ---- | ---- | ---- | ---- | ---- | ---- | ---- | ---- | ---- | ---- | ---- | ---- | ---- | ---- | ---- | ---- |
| 482  | 306  | 511  | 706  | 770  | 873  | 883  | 921  | 999  | 987  | 1050 | 1230 | 1156 | 1042 | 1086 | 1112 | 1015 | 1138 | 1115 | 1114 | 1073 | 1017 | 1047 | 1026 | 1048 | 872  | 1066 | 1396 | 1567 | 1608 | 1640 | 1695 | 1897 | 2106 | 2179 | 2260 | 2240 | 2220 | 2435 | 2443 |

Динамика населения:

## Экономика
В 2010 году из 1491 человек трудоспособного возраста (от 15 до 64 лет) 1073 были экономически активными, 418 — неактивными (показатель активности 72,0 %, в 1999 году — 70,2 %). Из 1073 активных трудоспособных жителей работали 950 человек (513 мужчин и 437 женщин), 123 числились безработными (79 мужчин и 44 женщины). Среди 418 трудоспособных неактивных граждан 109 были учениками либо студентами, 119 — пенсионерами, а ещё 190 — были неактивны в силу других причин.

## Достопримечательности (фотогалерея)
- Церковь
- Интерьер
- Орган (1838)
- Витраж